# Studio de création et de recherche en informatique et musique électroacoustique
Le Studio de création et de recherche en informatique et musique expérimentale (SCRIME) est une cellule d'activité rassemblant artistes et scientifiques. Son objectif est de permettre aux premiers de bénéficier d'un transfert de connaissances scientifiques et aux seconds d'une expertise musicale.

## Historique
Le SCRIME a vu le jour en l'an 2000 porté par Myriam Desainte-Catherine et Christian Eloy, ses fondateurs.
Il s'installera d'abord dans La Maison d'Élise dans l'enceinte de l'université Bordeaux I , puis il s'étendra ensuite vers le château Bonnefont et le LaBRI.
Le SCRIME est aujourd'hui un Groupement d’Intérêt Scientifique et Artistique constitué de l’Université de Bordeaux, du CNRS, Bordeaux INP, du Ministère de la Culture et de la Communication, de la Ville de Bordeaux et de la Région Aquitaine. Il est administré par le Laboratoire Bordelais de Recherche en Informatique et rattaché à l’équipe Image et Son.
Les champs d’activités du SCRIME s’étendent de la recherche scientifique à la création artistique, tout en passant par la formation, la diffusion des musiques contemporaines et la pédagogie en milieu scolaire et universitaire. Il est avant tout un lieu de rencontre entre chercheurs, artistes et enseignants, où chacun y échange ses connaissances, ses compétences et son expertise.
Le SCRIME est soutenu par la Direction Générale de la Création Artistique du Ministère de la Culture et de la Communication.

## Statuts
Le SCRIME est rattaché administrativement au LaBRI. 
Outre les établissements partenaires, il est soutenu financièrement par le Conseil régional d'Aquitaine, la Direction de la Musique, de la Danse, du Théâtre et des Spectacles du Ministère de la Culture, la Direction régionale des Affaires culturelles de l'Aquitaine, et le Conseil général de la Gironde.

## Directeurs
- Direction artistique : Edgar Nicouleau
- Direction scientifique : Myriam Desainte-Catherine

## Activités
Environ trente chercheurs en informatique musicale et compositeurs de musique électroacoustique travaillent au SCRIME régulièrement sur des projets scientifiques, sur des compositions musicales, acousmatiques et temps réel, ainsi que sur des projets multimédia.
La saison annuelle artistique du SCRIME comprend une vingtaine d'événements musicaux à Bordeaux, dans la région mais aussi à l'étranger.